# Moratichroma
Moratichroma is een kevergeslacht uit de familie van de boktorren (Cerambycidae). De wetenschappelijke naam van het geslacht werd voor het eerst geldig gepubliceerd in 2010 door Bentanachs, Morati & Vives.

## Soorten
Moratichroma is monotypisch en omvat slechts de volgende soort:
- Moratichroma magnifica (Bates, 1889)